# 枚方T-SITE

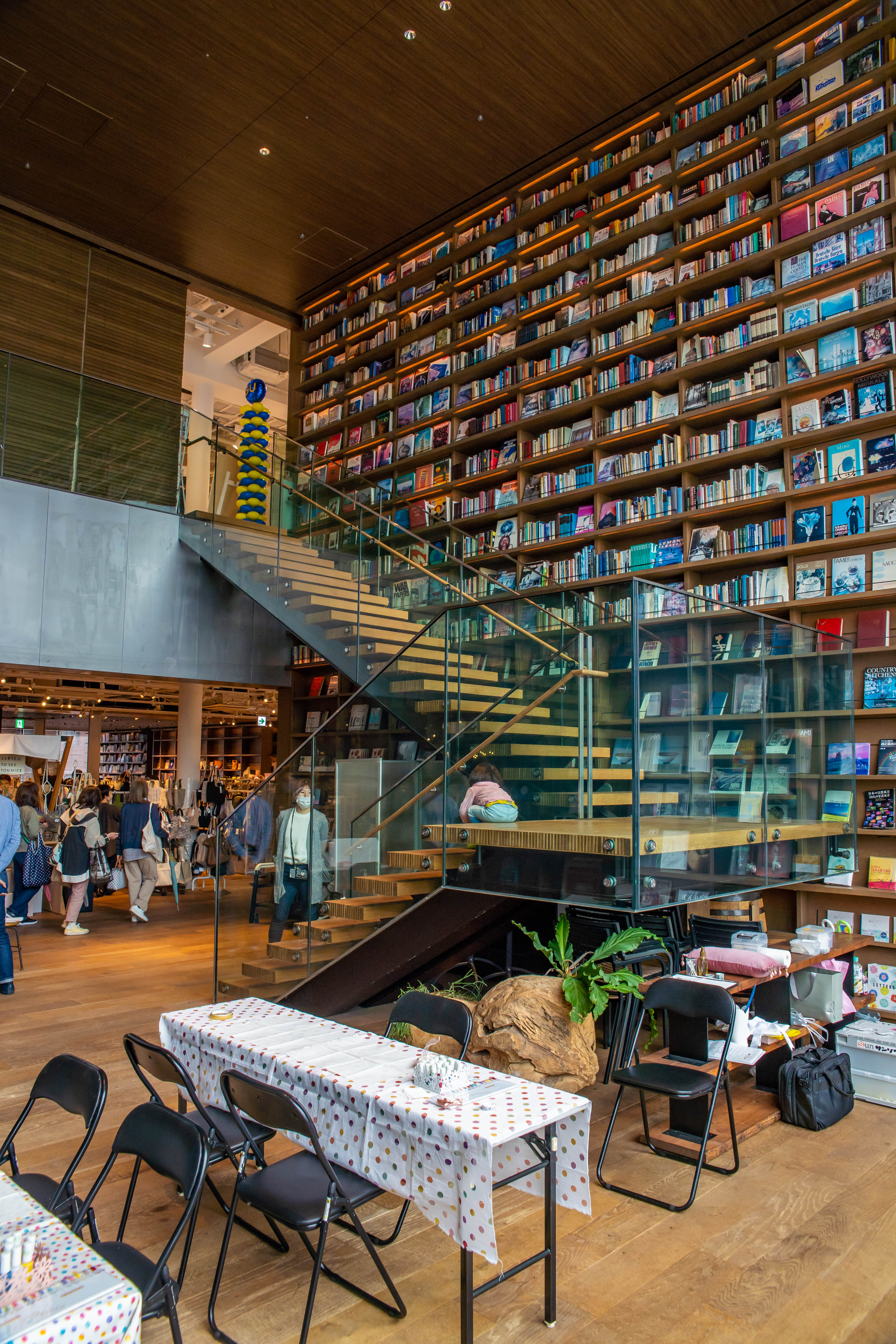
４・５階の巨大本棚

枚方T-SITE（ひらかたティーサイト）は、大阪府枚方市にある複合商業施設、百貨店である。京阪電鉄の枚方市駅前に位置している。カルチュア・コンビニエンス・クラブ（CCC）の本店及び大阪本社所在地でもある。
本記事では、枚方T-SITEの核テナントであり、TSUTAYAの1号店であるTSUTAYA 枚方駅前本店と枚方 蔦屋書店、並びに2012年まで当地に存在した近鉄百貨店枚方店についても記述する。

## 概要
カルチュア・コンビニエンス・クラブ（以下『CCC』）の運営する『T-SITE』は代官山・湘南に続く3店舗目であり、関西初出店である。『街のリビング』をテーマに、外観にガラスを多用した。また、別館としてANNEXⅠ・ANNEXⅡがある。
館内の4階から5階にかけて吹き抜けの壁全面を活用した本棚が「「映え」」するスポットとして有名になっている。
2017年に第37回大阪都市景観建築賞審査員特別賞、2019年には第60回BCS賞を受賞。

## 沿革
- 1975年（昭和50年）4月1日 - 「ひらかた丸物」開店
- 1977年（昭和52年）5月27日 - 「枚方近鉄百貨店」に名称変更
- 1983年（昭和58年）3月24日 - 「蔦屋書店 枚方駅前店」が開店
- 1994年（平成6年） - 全館改装
- 1998年（平成10年）9月1日 - 「近鉄百貨店枚方店」に名称変更
- 1999年（平成11年）10月1日 - 全館リフレッシュオープン[4]
- 2008年（平成20年）秋 - リニューアルオープン
- 2011年（平成23年）9月21日 - 閉店を発表
- 2012年（平成24年）2月29日 - 閉店
- 2014年（平成26年）- 建物の解体が終了
- 2015年（平成27年）10月 - CCC、「T-SITE」の開業を発表
- 2016年（平成28年）5月16日 - 「枚方T-SITE」開業。TSUTAYA 枚方駅前本店が一部移転、「枚方 蔦屋書店」が開店

## 近鉄百貨店枚方店

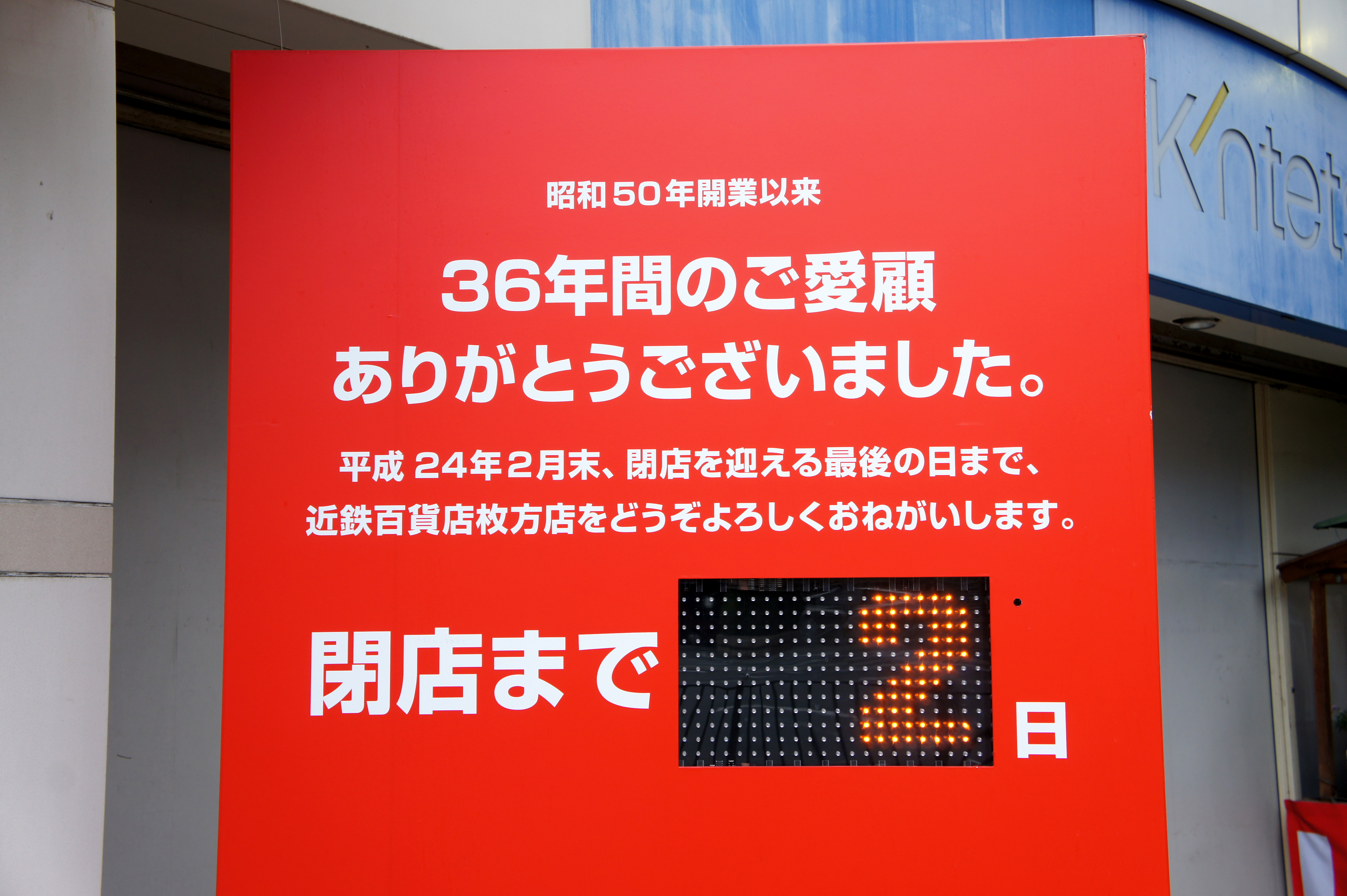
閉店カウントダウン看板

かつて当地には、近鉄百貨店の運営する近鉄百貨店枚方店があった。1975年（昭和50年）4月1日に株式会社枚方丸物運営のひらかた丸物として開業した。しかし、2年後には親会社の丸物の筆頭株主である近畿日本鉄道のグループ店として、株式会社枚方近鉄百貨店運営の枚方近鉄百貨店に改称。1998年に運営会社が株式会社近鉄百貨店へ吸収後、閉店までは近鉄百貨店枚方店として営業していた。

### 百貨店誘致
京阪枚方市駅南口の再開発に関しては、1971年（昭和46年）9月に枚方市議会での可決を経て決定した「市街地再開発事業に関する条例」に基づいて行われた。
業務ビル（1号棟）と商業ビル（2号棟）、レジャービル（3号棟）の3棟からなる再開発事業は総工費72億円で、2号棟は1973年（昭和48年）2月10日に着工され、1974年（昭和49年）12月に完成した。
当時百貨店誘致をめぐっては賛否が割れ、「ビジネスホテルなど百貨店以外のものにすべき」との意見も出た。枚方市には「枚方市駅南口再開発事業により百貨店誘致反対に関する請願」が出されるなどの混乱があった。
その後、最終的には請願は取り下げられ、用途を百貨店に限って1973年（昭和48年）12月1日から12月15日まで、一括分譲による公募が行われた。
株式会社丸物、株式会社ニチイ（現：イオンリテール。賛栄商事株式会社と共同出資）、西武百貨店関西株式会社の三者が申し込み、審査の結果、丸物に決定した。なお譲渡価格約40億2,800万円である。

### 建設をめぐる地権者との交渉
市駅前開発事業の途上で、権利者の1人がサンプラザ2号棟建設予定地の真中に、家屋をそのままに立ち退きを拒否した。
そのため1973年（昭和48年）8月31日に、同年10月1日を期限として土地の明け渡しを請求したが合意に至らず、同年10月4日に大阪府知事宛てに行政代執行を請求。同じく10月22日に行政代執行戒告書を発送し、同年11月1日には行政代執行令書発送した。
そして1973年（昭和48年）11月6日に行政代執行を行う予定であったが、直前となる11月5日深夜に地権者との自己移転での和解が成立。翌11月6日午前中に地権者が自己移転するのを待って、午後に解体除去を行った。
また、市駅前開発事業の交渉において権利交換方式を採用したため、1973年（昭和48年）9月28日にはサンプラザ2号棟8階（百貨店屋上）に南北2つの住宅を建てることを認可している。そしてサンプラザ2号棟の土地・建物には屋上に住宅を所有する個人を含めて近鉄百貨店以外に所有権者が10名近く存在していた。

### ひらかた丸物開業
1975年（昭和50年）4月1日午前10時30分に「ひらかた丸物」として開店。運営会社は株式会社枚方丸物で、枚方市駅前再開発事業によって京阪本線枚方市駅南口に建設された「ひらかたサンプラザ」の2号棟に出店した。
当初は、大阪と京都の中間という特性を考慮し、大型商品を切り捨てて日常生活に密着したファッション商品を中心にした「中型郊外型百貨店」を目指した。
開店時のキャッチフレーズは「お買い物をいかすファッションデパート」。
開店初日の来客者数は10万人。開店1ヶ月間の来客者数は平日平均2万人、日曜祝日4万人、売り上げは9億6,000万円であった。

### 近鉄百貨店時代
丸物は1966年(昭和44年)4月に近畿日本鉄道の資本参加を受けており、当店の開店を決定する過程ではすでに近鉄グループ入りし、京都店と岐阜店を残して遠隔地の店を売却するなどのリストラを講じていた。しかし、中林仁良の決断で1977年（昭和52年）5月27日、「丸物」から「京都近鉄百貨店」に社名を変更し、当店も「枚方近鉄百貨店」（株式会社枚方近鉄百貨店）に改称した。
1980年（昭和55年）の年商は85億円だったが、1984年（昭和59年）には年商140億円となりそれまでの累積赤字が一旦消滅。そして1986年（昭和61年）には法人として創業以来初めての配当を出した。
また、ピークとなる1997年（平成9年）2月期には199億円の売上高を記録している。
1998年（平成10年）9月1日、株式会社近鉄百貨店が株式会社枚方近鉄百貨店を吸収合併。それに伴い、「近鉄百貨店枚方店」に名称変更した。

### 閉店
もともと枚方市駅前地区は商業激戦区であったが、長崎屋枚方店（2002年2月11日閉店）や三越枚方店の閉店（2005年5月5日閉店）、ビオルネ（イオン枚方店を核店舗とするショッピングセンター）の運営会社の民事再生法申請など沈下が指摘されていた。そして、2011年（平成23年）9月21日、近鉄百貨店は2012年（平成24年）2月29日をもって枚方店を閉店することを発表した。
最末期の近鉄百貨店枚方店の売上高は81億2,500万円（2010年度）で、消費環境の悪化や競合の激化により直近10年で半減していた。このため近鉄百貨店は枚方店での経営改善は困難と判断し、枚方店の閉店を発表するに至った。
2012年（平成24年）2月29日、閉店予定時刻となる午後7時を過ぎると店頭では花が配られ、その後羽賀勝店長による閉店の挨拶が行われた後、午後7時30分に閉店した。これにより丸物を名乗った百貨店は全て閉店し、丸物をルーツとする百貨店も近鉄百貨店草津店と津松菱のみとなった。
営業最終日の来客者数は通常の4倍以上となる2万2,000人で、閉店売りつくしセール期間中（2011年12月1日から2012年2月29日まで）の売り上げは40億円だった。

### 売上高
- 108億5,400万円（2008年3月-2009年2月）[16]
- 94億3,900万円（2009年3月-2010年2月）[16]
- 81億2,500万円（2010年3月-2011年2月）[16]

### フロア構成
※開業時のフロア構成
| 階   | 本館 フロア概要                                                                                     |
| ---- | --------------------------------------------------------------------------------------------------- |
| 屋上 | 太陽のひろば                                                                                        |
| 7階  | オフィスフロア （枚方丸物・本社事務所）                                                             |
| 6階  | 教養と催しのフロア （学用品、書籍、画材、趣味のインテリア、催事場など）                             |
| 5階  | 暮らしのフロア （日用品、食器、インテリアなど。日曜大工コーナー、ギフトセンター、外商部など）       |
| 4階  | きものとお子さまのフロア （呉服、子供服、休憩室など）                                               |
| 3階  | メンズファッションとレジャーのフロア （メンズファッション、スポーツ用品。時計、貴金属、メガネなど） |
| 2階  | レディースファッションのフロア                                                                      |
| 1階  | おしゃれのフロア （婦人のおしゃれ用品、化粧品、総合案内所、商品券コーナーなど）                     |
| 地階 | 味のフロア(デパ地下)                                                                                |

※閉店時のフロア構成
| 階   | 本館 フロア概要                                                |
| ---- | -------------------------------------------------------------- |
| 屋上 | 閉鎖                                                           |
| 7階  | 催しとサービスカウンター・ギフトのフロア                       |
| 6階  | こども服と家庭用品のフロア（飲食店「蔵や」）                   |
| 5階  | 紳士服・洋品と宝飾品・時計・メガネのフロア                     |
| 4階  | 婦人服と呉服のフロア、喫茶店（カフェ・モロゾフ）               |
| 3階  | 婦人服と婦人くつ・ハンドバッグのフロア                         |
| 2階  | 婦人服のフロア                                                 |
| 1階  | 和・洋菓子と化粧品・婦人雑貨のフロア（枚方信用金庫ATM 案内所） |
| 地階 | 食料品のフロア                                                 |

### フォトギャラリー

最終営業日を迎えた正面出入口の模様
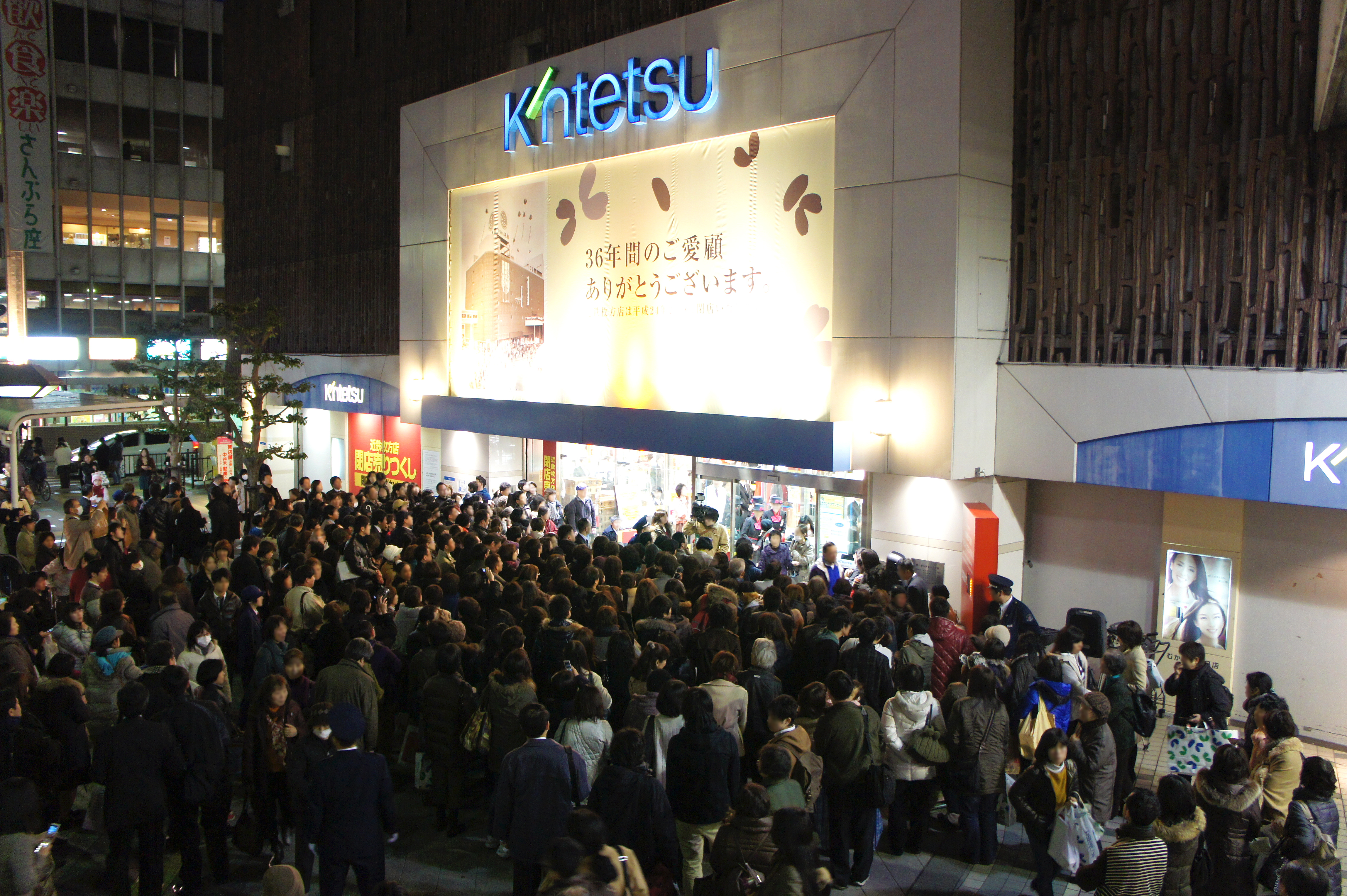
閉店予定時刻を迎え集う人々
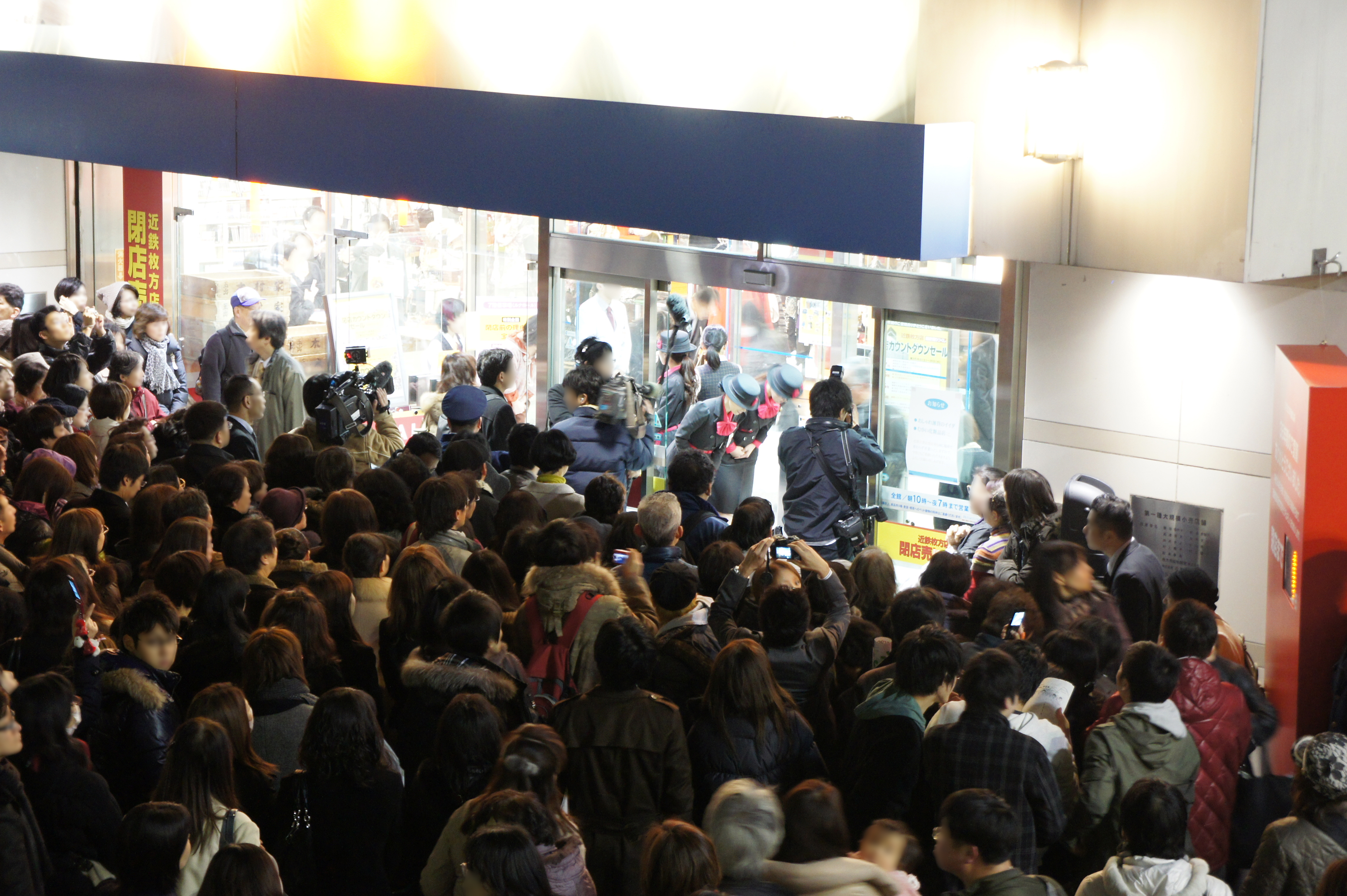
営業を終え客を送り出す店員
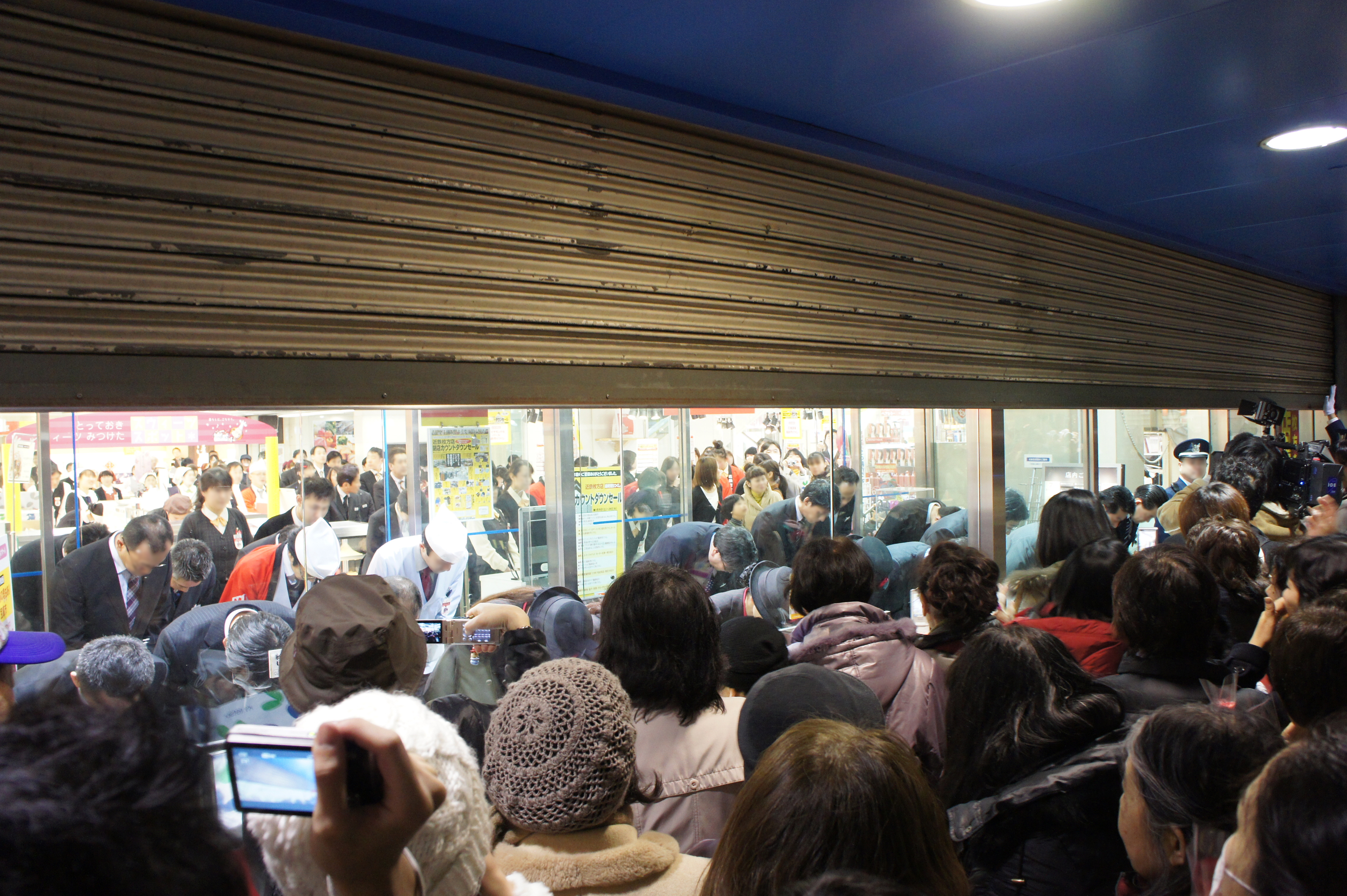
シャッターが閉まる瞬間
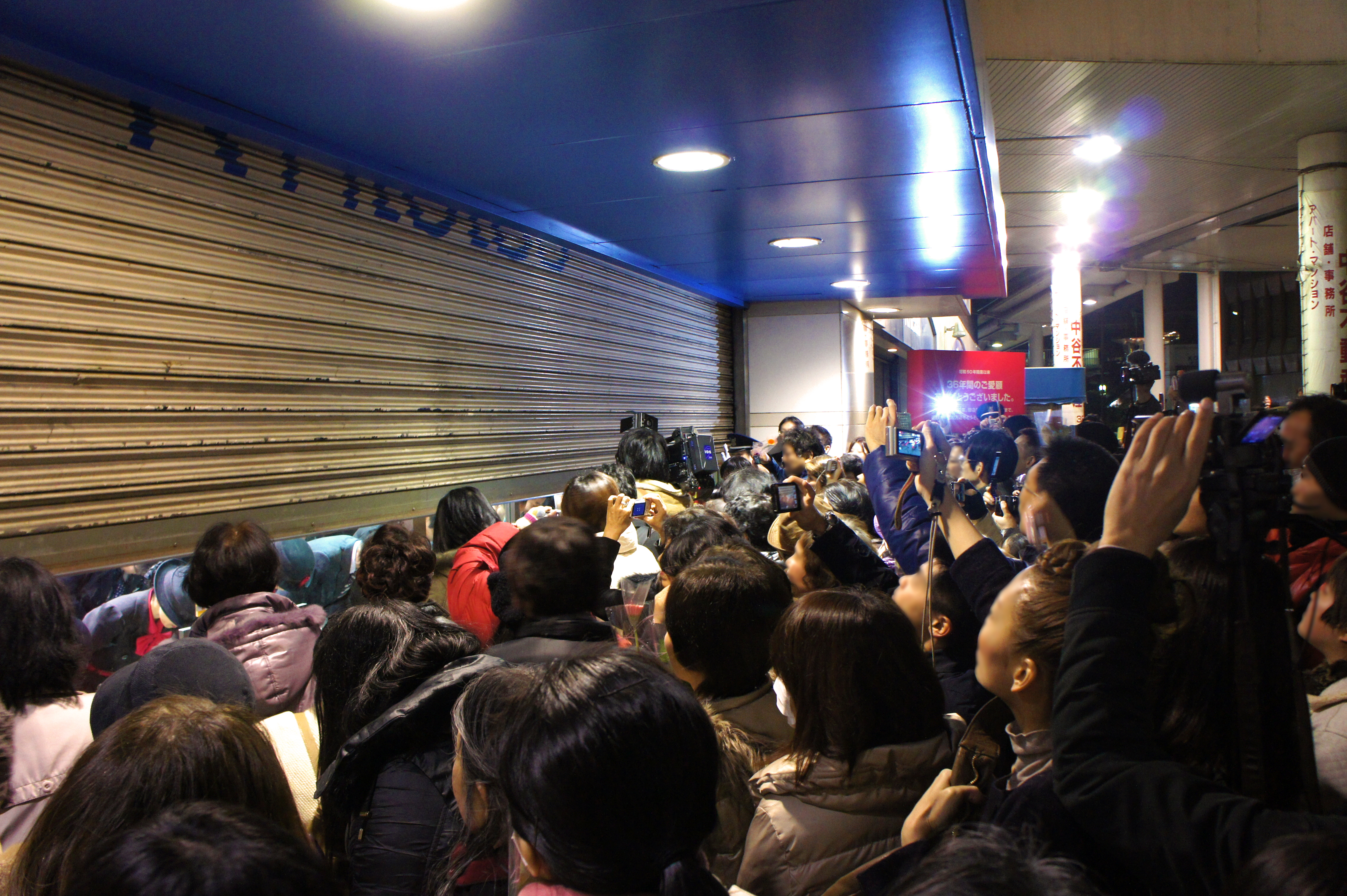
シャッターが閉まる瞬間を見届ける人々

### その他
- 施設の設置者は個人9名と枚方市街地開発株式会社[注 5]および株式会社近鉄百貨店。
- 建物は鉄骨鉄筋コンクリート造で地下1階、地上7階建。
- 従業員数は平成23年8月31日現在で174名（パートタイマー等93名を含む)。

## 枚方T-SITE

### CCCの進出
近鉄百貨店は2011年（平成23年）12月28日に、枚方店が入居する「ひらかたサンプラザ2号棟」の土地建物のうち、近鉄百貨店が所有する部分をスパイラルスター・グローバル・パートナーズ株式会社に譲渡すると発表するとともに契約締結した。譲渡価額は公表されていない。引渡予定日は2012年（平成24年）6月11日。
これに伴い、2012年（平成24年）2月期第3四半期に、連結で4億1,800万円、個別で3億8,900百万円の減損損失をそれぞれ経営構造改革費用として特別損失に計上することも合わせて発表した。
譲渡先のスパイラルスター・グローバル・パートナーズはTSUTAYAを運営するCCCの社外監査役である武田宣が代表取締役を務めており、CCC代表取締役増田宗昭の近親者が議決権の100％を持つ「株式会社ソウ・ツー」のグループ会社として扱われている。
このため、CCCとは直接の資本関係や人的関係はないが、「近鉄百貨店跡にTSUTAYA進出か」との報道が一部で出ていた。
2013年9月頃には跡地に建設される建物のイメージ図が現地で公開された。
百貨店の建物は2014年夏頃までに解体されて更地となり、その後跡地に建物の建設が開始された。2015年10月にNHK総合テレビの「プロフェッショナル 仕事の流儀」に出演したCCCの増田CEOが言及するなどして、TSUTAYAが「T-SITE」をオープンさせる予定であることが明らかになった。2016年5月16日、予定通りオープンした。

### TSUTAYA 枚方駅前本店・枚方 蔦屋書店
CCCが運営する書店・レンタル店大手のTSUTAYAは1983年（昭和58年）3月24日に枚方市の大和ビルに1号店を開業させた。当時の店名は蔦屋書店 枚方駅前店で、ブランド変更の後TSUTAYA 枚方駅前本店となった。因みに当地には現在、餃子の王将枚方駅前店が入居している。
かつては十数年毎に移転しており、創業店舗である枚方駅前デパートを皮切りに大和ビル→エル枚方(枚方市駅高架下商業施設)→枚方デパートメントビル(レンタル館)・旧三越枚方店跡(物販館)・エル枚方(GAME館)の3館の順で移転して来た。
上記の通り枚方T-SITE開業以前はレンタル館・物販館・GAME館の3館を構えており、GAME館を除き枚方T-SITEに移転。書店部門は枚方 蔦屋書店にブランド転換を行った。また書店部門のうちコミック売場は旧物販館の建物にコミック館として引き続き販売していたが、2017年2月17日にりそな銀行枚方支店旧店舗を改装したTSUTAYA ANNEXⅠ内へ移転した。同年4月24日、GAME館を閉店。
枚方市駅北口のビオルネにはこちらも地元の書店である「野村呼文堂」や、コミック等の取り扱いも行うアニメイトが出店しており、競合相手となっている。

### 主なテナント
- TSUTAYA 枚方駅前本店
- 枚方 蔦屋書店
- カメラのキタムラ
- スターバックスコーヒー
- 三菱UFJ銀行
- りそな銀行
- 北野エース - スーパーマーケット。当初は地下1階に入居していたがいったん閉店し、2021年（令和3年）8月5日に「KITANO ACE」として1階に縮小移転した[21]。
- ライフ枚方T-SITE店 - 北野エースの移転跡にオープン。
- GU枚方T-SITE店 - 2022年(令和4年)4月22日に5階にオープン。
- ファミリーマート（ANNEXⅠ）
- GOEN LOUNGE&STAY （ANNEXⅡ）

### フロア構成
| 階      | 本館 フロア概要     |
| ------- | ------------------- |
| 8階     | レストラン          |
| 7階     | りそな銀行枚方支店  |
| 6階     | 三菱UFJ銀行枚方支店 |
| 5階     | ファッション        |
| 4階     | 暮らしと美容        |
| 3階     | BOOKS & CAFÉ        |
| 2階     | TSUTAYA             |
| 1階     | 食マルシェ          |
| 地下1階 | スーパーマーケット  |

ANNEXⅠ
- 1階 - 生活
- 2階 - CanDo(キャンドゥ)

ANNEXⅡ
- 5階/6階 - GOEN LOUNGE&STAY HIRAKATA (ホステル)

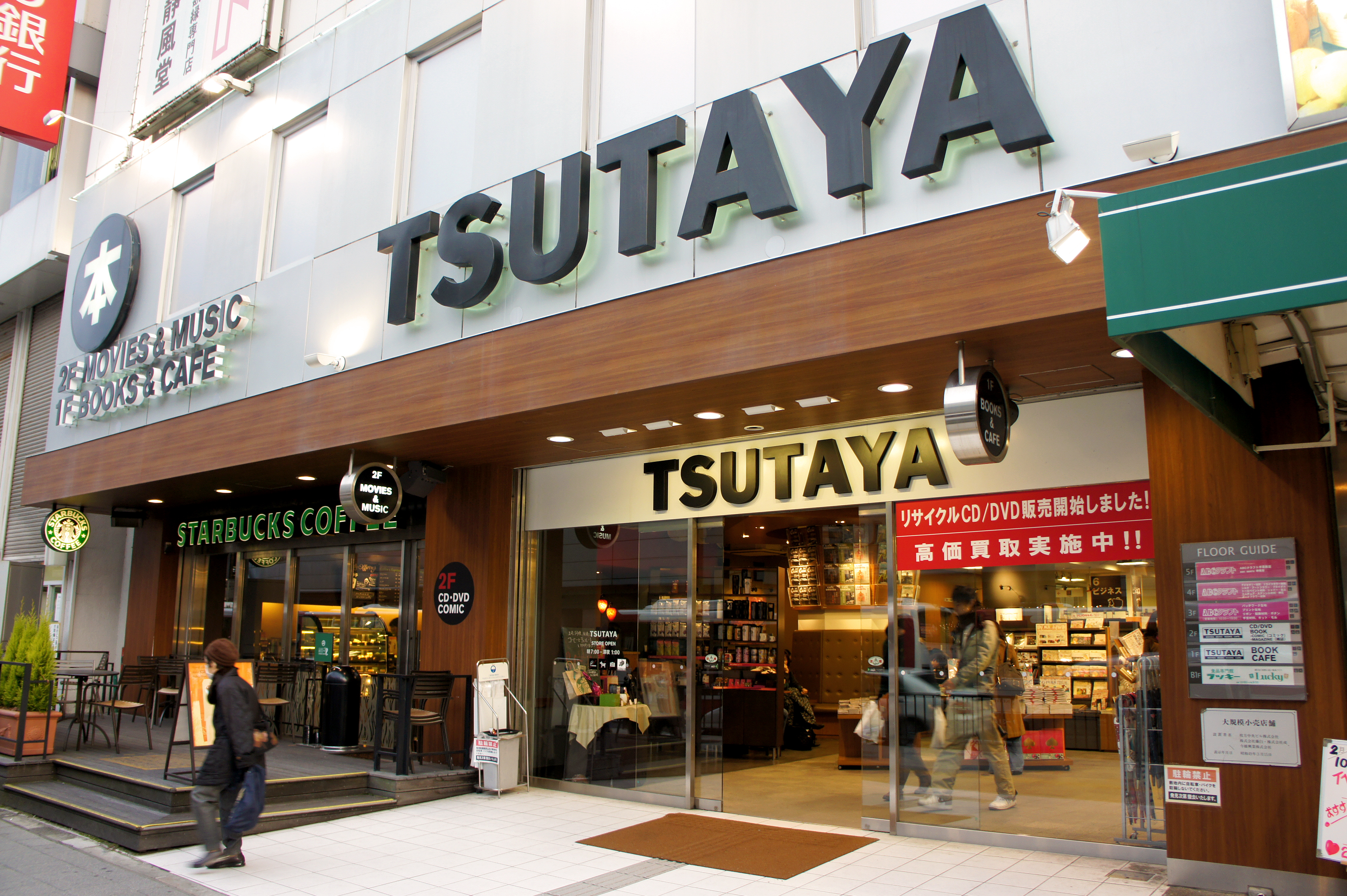
物販館時代のTSUTAYA 枚方駅前本店
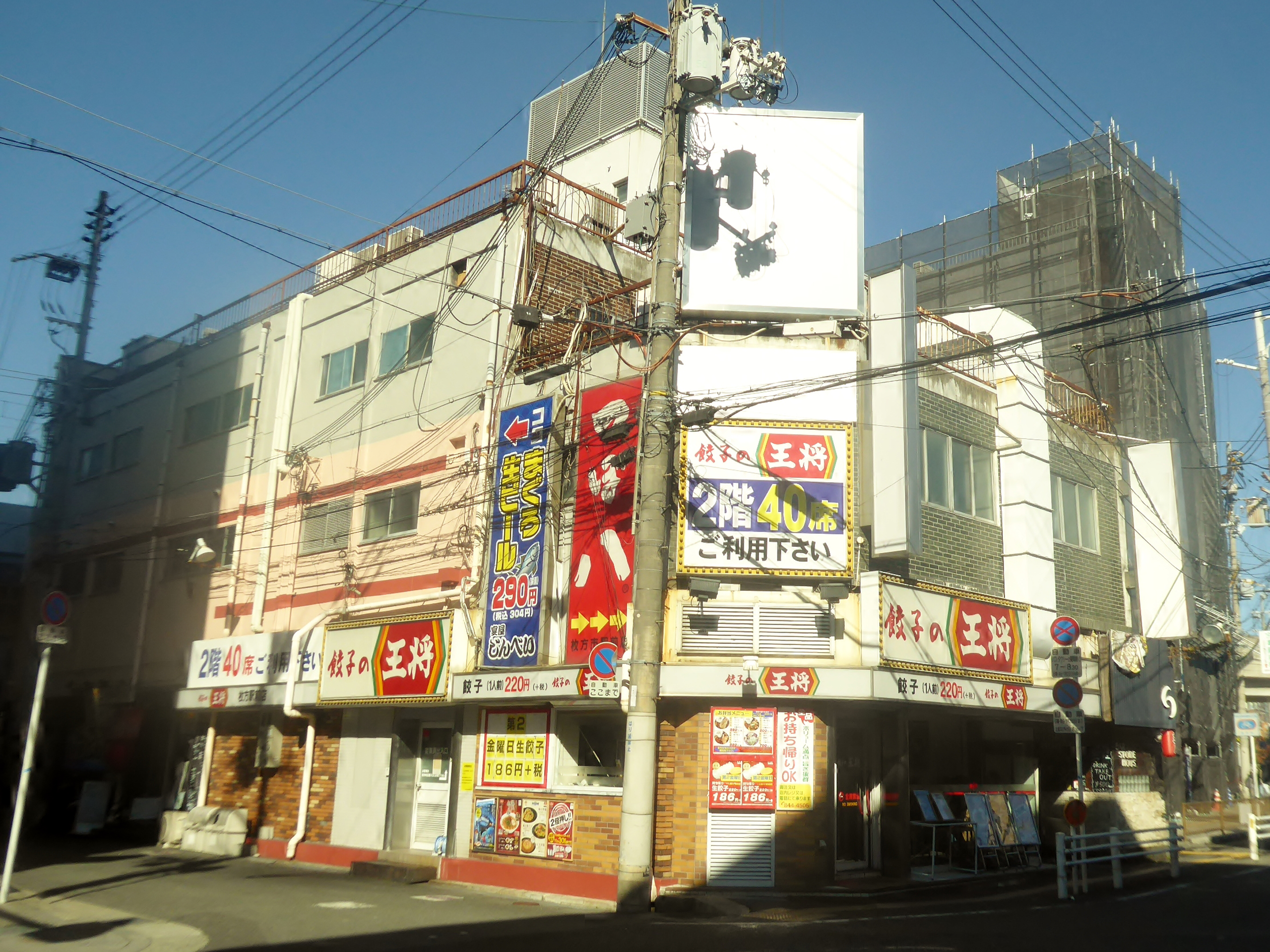
蔦屋書店 枚方駅前店→TSUTAYA 枚方駅前本店が当初あった大和ビル（2019年11月時点）